# 中國宏泰發展
中國宏泰產業市鎮發展有限公司，簡稱中國宏泰產業市鎮發展和中國宏泰發展（英語：China VAST Industrial Urban Development Company Limited，港交所除牌前：6166），在1995年，由王建軍（董事長）於河北廊坊（總部），以4.86百萬元人民幣收購「廊坊市城區房地產有限公司」。
業務在中國內地經營区域产业发展和市镇开发建设。
該股份在2014年8月25日於港交所主板上市，全球集資額為12億港元，招股價為3.75港元，發行3.28億股。

## 連結
- vastiud.com（页面存档备份，存于）